# Fricker Glacier
Fricker Glacier är en glaciär i Antarktis. Den ligger i Västantarktis. Argentina, Chile och Storbritannien gör anspråk på området. Fricker Glacier ligger 524 meter över havet.
Terrängen runt Fricker Glacier är huvudsakligen kuperad, men österut är den bergig. Trakten är obefolkad. Det finns inga samhällen i närheten.